# Hélène Rousseaux
```
Hélène Rousseaux
(
Jette
,
25 de Setembro
 de 
1991
) é uma jogadora de voleibol belga , que atua na posição de ponteira passadora.Atualmente joga pela equipe do Novara da 
Itália
.
```

Rousseaux com a seleção belga, conquistou a inédita medalha de bronze ,no Campeonato Europeu em 2013 e o vice campeonato na Liga Europeia no mesmo ano. No ano seguinte conquistou a melhor posição da Bélgica na história do Campeonato Mundial a 11ª posição.

## Clubes
| Clube               | De        | À         |
| ------------------- | --------- | --------- |
| VBT Vilvoorde       | 2008-2009 | 2008-2009 |
| VBC Voléro Zurich   | 2009-2010 | 2010-2011 |
| Budowlani Łódź      | 2011-2012 | 2011-2012 |
| Muszynianka Muszyna | 2012-2013 | 2012-2013 |
| LJ Volley Modena    | 2013-2014 | 2014-2015 |
| AGIL Volley         | 2015-2016 | …         |